# السكنة (النادرة)

تعديل مصدري - تعديل

السكنة هي إحدى قرى عزلة حدة بمديرية النادرة التابعة لمحافظة إب، بلغ تعداد سكانها 451 نسمة حسب تعداد اليمن لعام 2004.